# Berezinski
Berezinski es una reserva de la biosfera de Bielorrusia, declarada en el año 1978. Es un ejemplo representativo de la zona de taiga europea meridional. Se encuentra en la provincia de Vítebsk, a unos 100 kilómetros al noreste de Minsk en el límite de las vertientes hidrográficas de los mares Báltico y Negro. Dentro del área de esta reserva viven alrededor de dos mil doscientas personas (2003) que usan especialmente la zona de transición y lugares específicamente señalados para la recolección de bayas y setas, el pastoreo del ganado y la pesca no comercial. 
Su extensión total son 113.929 hectáreas, siendo la Zona Núcleo de 38.187 ha, la Zona Tampón 42.742 ha y la Zona de Transición 33.000 ha. La altitud de esta reserva es de 164 a 220 m s. n. m. La reserva se enmarca se encuentra entre 54°28' a 54°50'N y de 28°20' a 28°30'E. 
Su principal ecosistema es el Bosque templado de frondosas. Entre los principales hábitats y tipos de cobertura vegetal se encuentran los bosques de coníferas boreales caracterizados por el pino (Pinus spp.), la picea (Picea spp.), abedules (Betula spp.) y alisos (Alnus glutinosa) asociados al roble (Quercus spp.), al fresno (Fraxinus spp.) y al tilo (Tilia spp.). En estos bosques pueden verse mamíferos como el lobo, el oso pardo o los bisontes, además de una rica variedad de aves.